# Дексбах, Юрий Всеволодович
Юрий Всеволодович Дексбах (бел. Юрый Усеваладавіч Дэксбах, род. 10 апреля 1928, Минск) — советский фехтовальщик-шпажист, тренер. Участник летних Олимпийских игр 1952 года.

## Биография
Родился 10 апреля 1928 года в Минске.
Выступал в соревнованиях по фехтованию за минские «Искру» и «Динамо». Многократный чемпион Белорусской ССР, республиканского совета ДСО «Искра», был чемпионом ВЦСПС в личном и командном зачёте. Тренером Дексбаха был один из основоположников советской фехтовальной школы Константин Булочко.
В 1952 году вошёл в состав сборной СССР на летних Олимпийских играх в Хельсинки. Выступал в фехтовании на шпагах. В личном первенстве в 1/8 финала занял 5-е место в группе, выиграв три из семи поединков, и не попал в четвертьфинал. В командном первенстве сборная СССР, за которую также выступали Генрих Булгаков, Юозас Удрас, Лев Сайчук и Акакий Мейпариани, в 1/8 финала проиграла шпажистам Италии и США, заняв последнее место в группе и выбыв из борьбы.
Ещё в ходе спортивной карьеры стал тренером. В 1956 году входил в тренерский штаб сборной СССР по фехтованию на шпагах на летних Олимпийских играх в Мельбурне. Также работал судьёй.
Был одним из разработчиков советской системы электрической фиксации уколов в фехтовании. 
Мастер спорта СССР. Заслуженный тренер Белорусской ССР. 
Дата смерти неизвестна.